# Tombe du Dragon
La tombe du Dragon (ou monument funéraire de Landry) est un monument funéraire remarquable du cimetière du Père-Lachaise érigé en l'honneur d'Antoine de Guillaume-Lagrange (1781-1807). Élevée quelques années après l'ouverture du cimetière, la stèle comporte les premières sculptures et épitaphes. Le monument est classé aux monuments historiques.

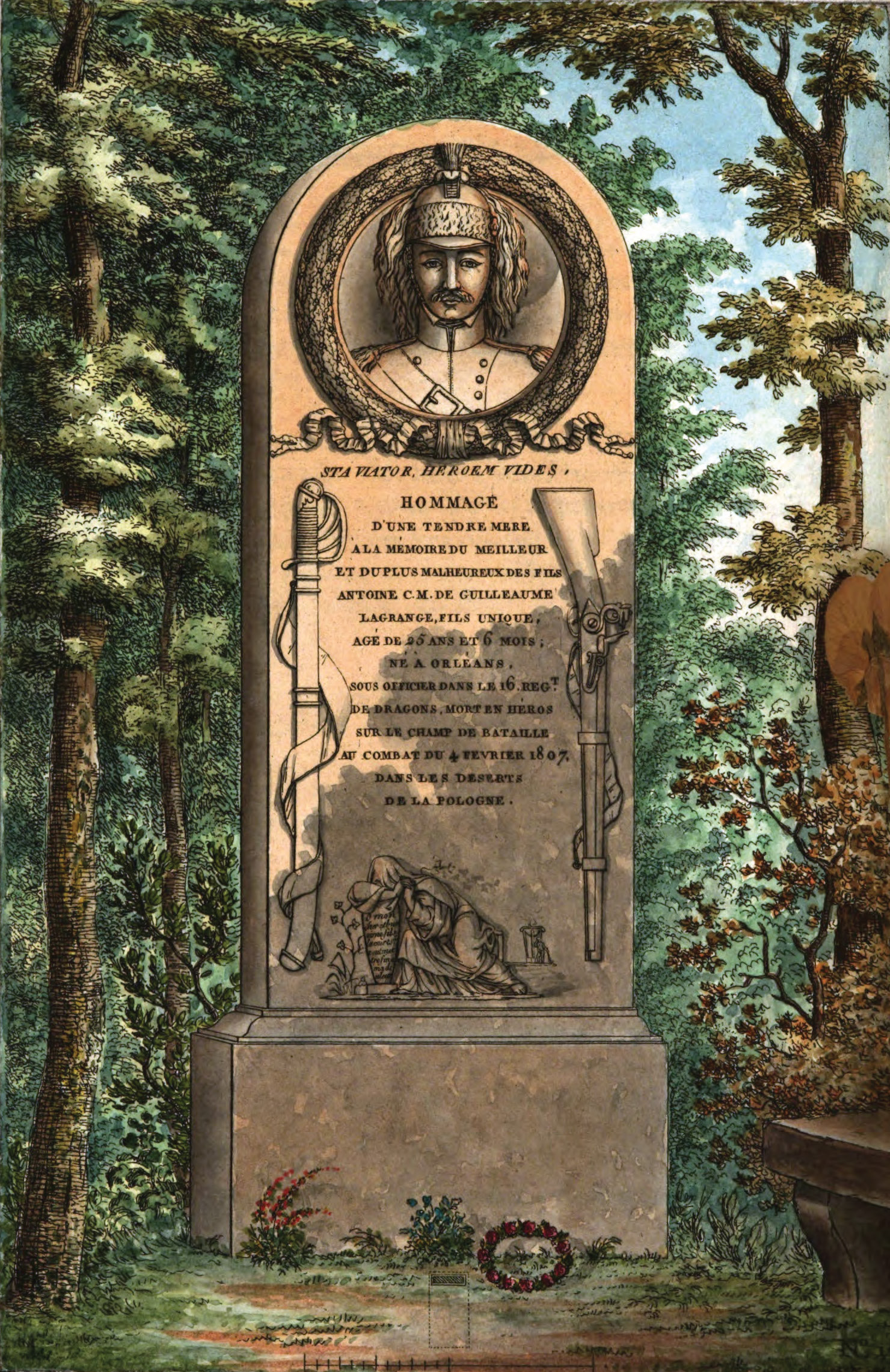
Dessin du monument par C.-P. Arnaud en 1817.

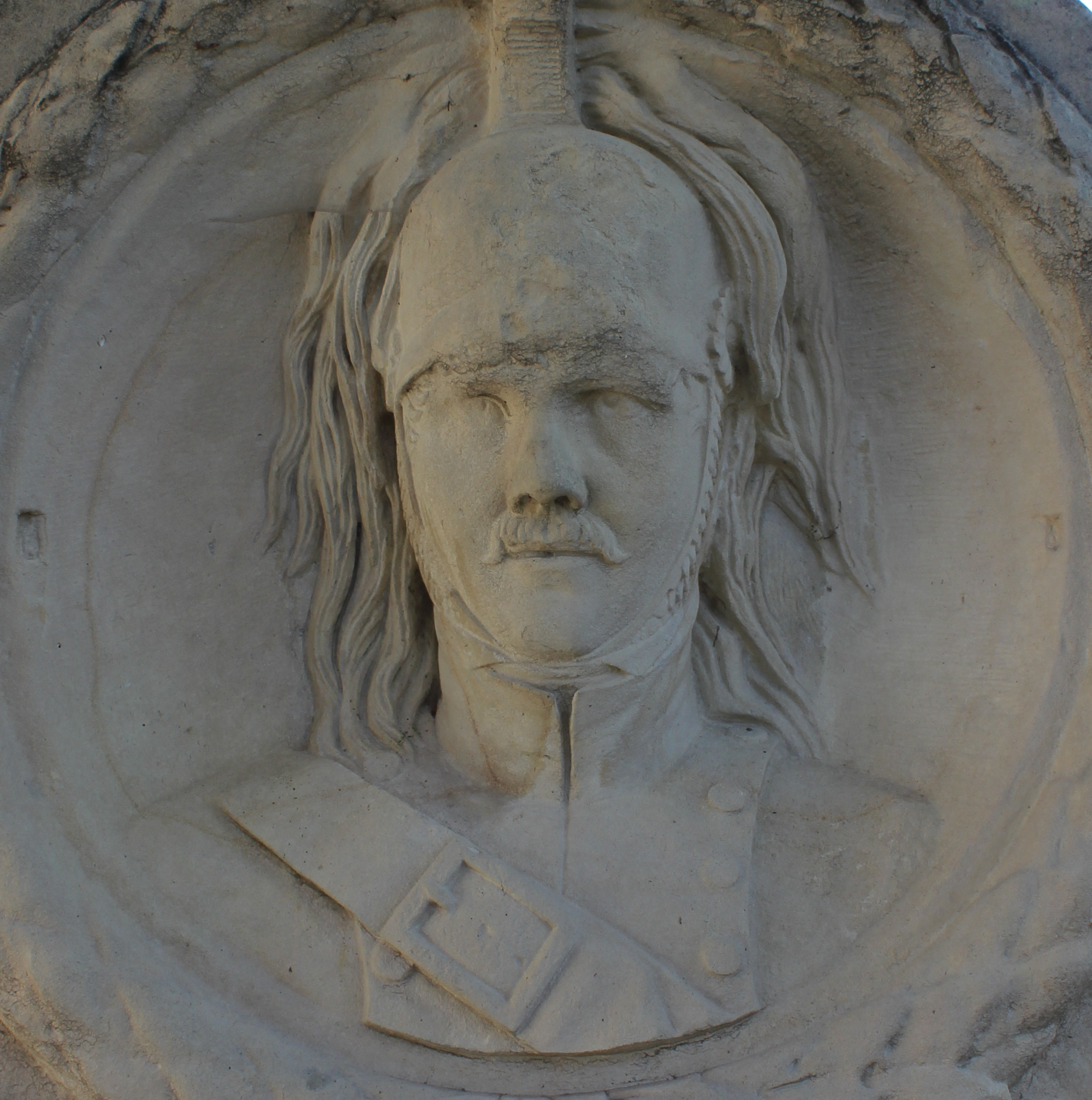
Médaillon représentant Guillaume-Lagrange.

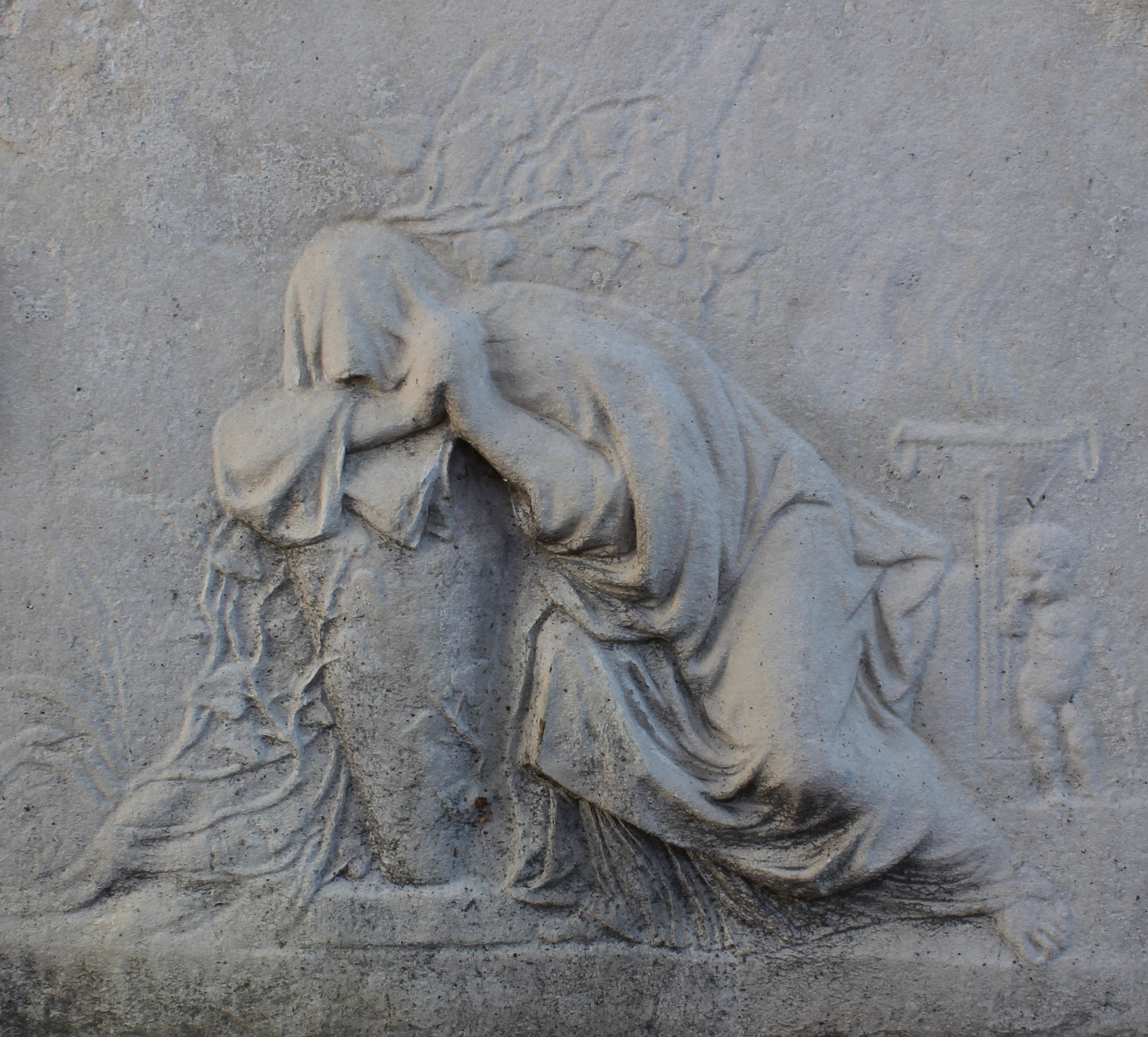
Bas-relief de l'allégorie de la douleur.

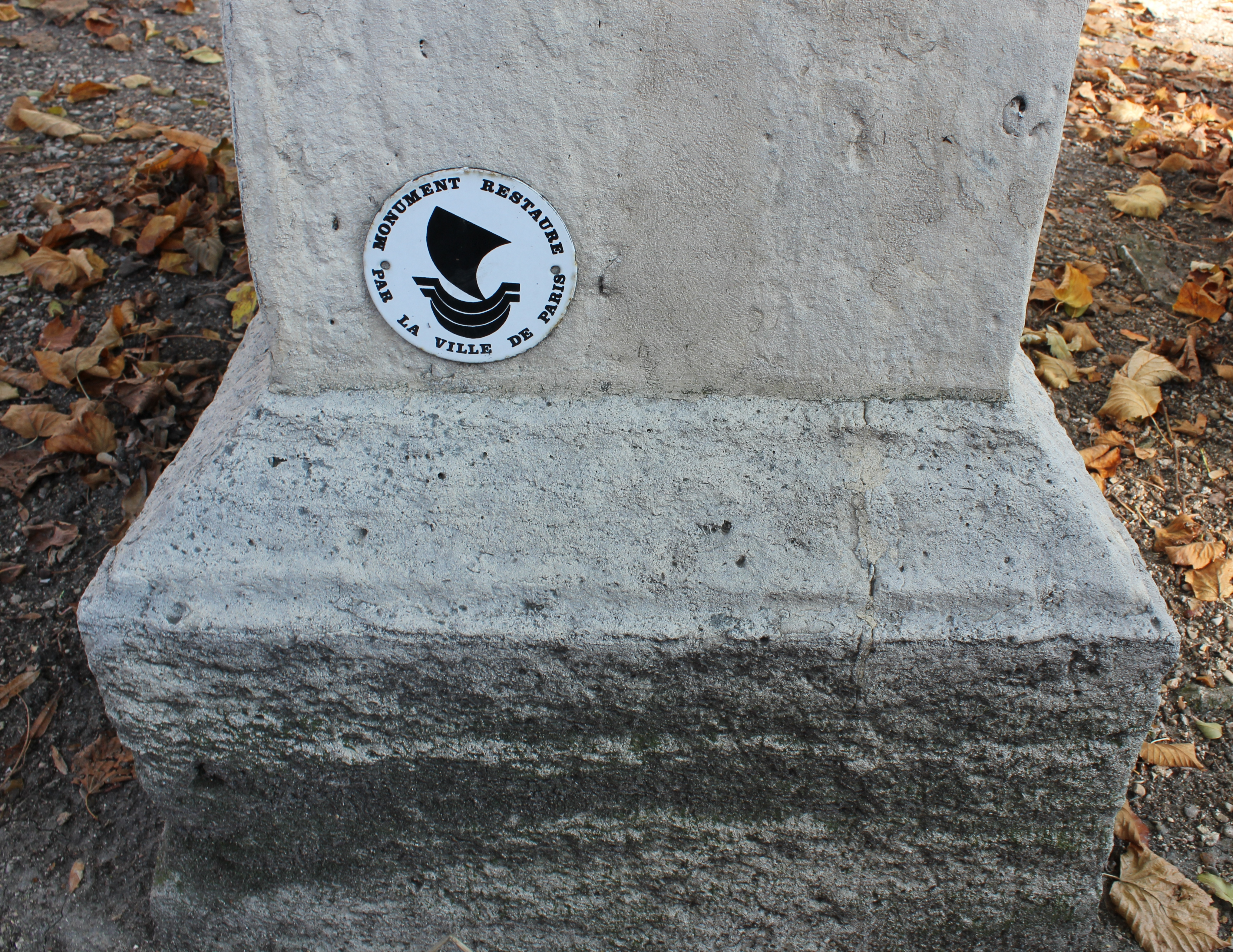
Monument restauré par la ville de Paris.

## Localisation
Le monument est situé dans la division 29 du cimetière du Père-Lachaise sur un bosquet qui est appelé « bosquet du Dragon ». L’appellation est attestée dès 1836.
À l'époque de la Restauration, le monument sert de lieu de rassemblement aux bonapartistes. Afin d'y mettre un terme, les autorités modifient la voirie et font construire autour.

## Historique
Le 16 décembre 1808, la mère d'Antoine de Guillaume-Lagrange est autorisée à construire, sur une concession perpétuelle, un cénotaphe en mémoire de son fils, sous-officier dans le 16e régiment de dragons, décédé le 4 février 1807 en Pologne lors de la campagne de Prusse et de Pologne.
Le monument aurait été érigé en 1809. Il s'agit de la première sculpture bâtie au cimetière du Père-Lachaise. Le monument est cité dès 1817 dans l'ouvrage de C.-P. Arnaud dans son ouvrage sur les tombeaux des cimetières parisiens.
La tombe du Dragon fait partie de la seconde série de protection aux monuments historiques dont bénéficiera le Père-Lachaise. La première série, datant de mars 1983, a permis l'inscription de l'ensemble des monuments funéraires construits avant 1900 dans la partie romantique du cimetière. L'œuvre de Godde est classée aux monuments historiques par un arrêté du 14 novembre 1983.
La tombe est entretenue par la mairie de Paris.

## Description
Une face de la stèle est ornée à sa tête d'un médaillon représentant Guillaume-Lagrange. En dessous figure l'épitaphe suivante entourée d'un sabre et une carabine sculptés :

« STA VIATOR, HEROEM VIDES.
Hommage d'une tendre mère à la mémoire du meilleur et du plus malheureux des fils Antoine C. M. de Guillaume Lagrange, fils unique, âgé de 25 ans et 6 mois, né à Orléans, sous-officier dans le 16 regt. de dragons, mort en héros sur le champ de Bataille au combat du 4 février 1807, dans les déserts de Pologne. »

À la base de la stèle, une allégorie de la douleur est représentée par une femme voilée agenouillée près d'une urne funéraire ; près d'elle se trouve un jeune enfant nu.
Au dos de la stèle figure l'épitaphe suivante :

« Monument élevé à la gloire du plus tendre des fils et des amis. Antoine C. M. de Guillaume Lagrange, fils unique âgé de 25 ans et demi, sous officier au 16e régiment de dragons, mort en héros, sur le champ de bataille, victime de son courage, de sa bravoure, regretté de ses chefs, de ses amis, de ses camarades et généralement de tous ceux qui le connaissaient.
Il était le rejeton de la plus ancienne noblesse de Limoges. Ses ancêtres ont servi avec distinction et ont occupé des places honorables.
Après avoir signalé sa valeur à Austerlitz, à Iéna, à Erfurt, à Spandau ; etc. Il trouva la mort dans les affreux déserts de Pologne, au combat du 4 février 1807. Ce fut à l'entrée d'un village, dans un passage dangereux ; on demanda : qui veut passer le premier. C'est moi, s'écrit-il. Aussitôt il s'élance… À l'instant une balle lui perce le cœur !!! Ses dernières paroles sur le champ de bataille, furent : Ma mère ! ma pauvre mère !!
Ô mon cher et bien aimé fils, mon meilleur ami ! Tout ce que j'avais de plus précieux au monde ! C'est ta bravoure, ton grand dévouement à la patrie, qui me prive de te revoir ; seul bonheur que nous désirions.
Ô toi si bon, si aimant, si sensible jamais je ne te pleurerai assez, ni autant que tu le méritais.
Toi qui possédais toutes les qualités de l'âme et du cœur reçois l'hommage de ta malheureuse et inconsolable mère. La mort seule peut mettre un terme à sa douleur.
Êtres bons et sensibles, plaignez son sort, il méritait bien de vivre, d'être réuni à sa tendre mère. Il ne demandait à Dieu pour récompense de tant de peines et de fatigues, que de la revoir, de la serrer encore une fois contre son cœur, avant que de finir l'un et l'autre leur carrière. »

Le monument a été réalisé par Étienne-Hippolyte Godde (1781-1869), l'architecte de la porte d'entrée principale et de la chapelle du cimetière.